# José Carlos Araújo Nunes
José Carlos de Araújo Nunes (nascut el 7 de març de 1977 a Castelo de Paiva) és un futbolista portuguès ja retirat.

## Trajectòria
Nunes va arribar l'hivern de la temporada 2005-2006 procedent de l'Sporting de Braga i des del començament va esdevenir titular indiscutible demostrant la seva excel·lent solvència. En les dues següents campanyes, ja més consolidat, el portuguès marcà gols destacant-se com rematador de cap en jugades a pilota aturada.
Tal com va arribar al Reial Mallorca, el portuguès Nunes es va fer amb un lloc en l'eix de la defensa. La seva gran corpulència física, bona col·locació, i destresa en el joc aeri van fer de Nunes un dels defenses més destacats del Sporting de Braga durant els últims anys, i li van permetre donar el salt al futbol espanyol a través del Mallorca.
Durant l'estiu de 2008 es va voler premiar el seu esforç renovant-li el contracte fins a juny de 2011. A poc a poc, la seva responsabilitat i bon fer li han fet guanyar-se un lloc molt important dins del vestuari i per això, Gregorio Manzano el va considerar indispensable dins del quartet de capitans. La temporada 2007/08 va ser el segon màxim representant de l'equip i després de la sortida de Juan Arango es col·locava el braçalet de capità.
Nunes contínua sent no només important en l'eix defensiu de l'equip, sinó també en el vestuari al tractar-se d'una persona amb capacitat de lideratge i de saber formar grup. Fix en la línia defensiva, sempre ha estat un dels jugadors amb més caràcter i personalitat tant dins com fora del terreny de joc.